# Mambo (vudù)
Mambo è il termine utilizzato per descrivere una donna (in opposizione all'oungan, che indica un uomo) che svolge il ruolo di sacerdote nella religione vuduista ad Haiti. Quello di mambo è la principale carica religiosa del Vudù e la sua responsabilità è quella di conservare e tramandare rituali e canzoni e di mantenere le relazioni tra gli spiriti (i loa) e l'intera comunità (sebbene questa sia responsabilità anche della stessa comunità). Alle sacerdotesse in questione è affidato il compito di comunicare con tutti gli spiriti del loro lignaggio.